# Eulachnus alticola
Eulachnus alticola är en insektsart som beskrevs av Carl Julius Bernhard Börner 1940. Eulachnus alticola ingår i släktet Eulachnus och familjen långrörsbladlöss. Inga underarter finns listade i Catalogue of Life.